# Mem Moniz de Gandarei
Mem Moniz de Gandarei ou de Candarei, 1.º Senhor da Quinta e Honra de Gandarei ou de Candarei, é um herói da história de Portugal que ficou conhecido durante a conquista de Santarém aos mouros. Ficou famoso por a golpes de machado ter derrubado a porta da muralha da cidade Santarém na tomada desta mesma cidade pelo rei por D. Afonso Henriques em 1147. 

## Relações Familiares
Foi filho de Moninho Viegas e de Valida Trocozendas, filha de Trocosendo Guedes e de Moninho Viegas. Casou com Cristina de quem teve: 
- Moninho Mendes, "morto pellos mouros na expugnaçao de Santarem;[1]
- Pedro Mendes de Gandarei que casou com  Elvira Martins,[1]
- Nuno Mendes de Gandarei;[1]
- Egas Mendes;[1]
- Mor Mendes de Gandarei, casada com Soeiro Viegas Coelho.[1]